# Pesche (Italia)
Pesche (Pèschë in molisano; L' Pèschia in dialetto pescolano) è un comune italiano di 1 404 abitanti della provincia di Isernia nel Molise.

## Origine del nome
Il nome Pesche deriverebbe da Pesclum, espressione latina che indicherebbe una notevole presenza rocciosa, ma anche un basamento di roccia. Pesche significa, dunque, luogo roccioso o edificato sulla roccia.

## Storia

### Età classica
La storia del territorio è legata alla storia di Isernia. Con la rinascita della città sotto Nerone e Traiano, un discreto stato di benessere, nonché la presenza di una sorgente calda naturale, ha determinato la nascita di bagni termali di dimensioni ridotte, legate al bacino d'utenza della zona, nel luogo dove sorge il Santuario di Santa Maria del Bagno, titolo acquisito grazie alla suddetta costruzione termale.

### Medioevo
Con la fine dell'autorità imperiale in Occidente (476) e la progressiva decadenza delle città, ma anche con l'arrivo di nuovi popoli che governeranno la penisola italiana — Eruli, Goti, Longobardi —, è avvenuto un abbandono dei centri abitati, favorito anche da alcune scorrerie saracene del IX secolo. È proprio in questo periodo che, nei pressi dei bagni termali, si concentra un abitato di pochi focolari, che si sposteranno sul declivio del monte San Marco circa l'anno Mille. Qui era già presente un monastero benedettino, probabilmente edificato su una piccola fortificazione sannita, utilizzata come vedetta. La popolazione, costituita da 25 fuochi, andava via via crescendo, tanto che fu edificata una fortificazione a foggia di castello recinto, una costruzione costituita da un muro di cinta esterno e chiuso, con tre accessi e almeno nove torri, all'interno del quale muro vi sono tuttora numerose abitazioni. Il borgo è tuttora discretamente conservato, sebbene molte zone siano inaccessibili e tuttavia quasi tutte abbandonate. Importante per Pesche è stata la presenza benedettina, che ha incentivato la costruzione di numerosi luoghi di culto e la costituzione di uno stile di vita pio, tanto che, con un eteronimo, gli abitanti erano detti "monacali". Le costruzioni religiose più importanti sono state la chiesa di Sant'Angelo, quella di Santa Maria dell'Ospedale (nelle adiacenze vi sorgeva un ospizio) e il convento di Santa Croce. È interessante notare come la chiesa parrocchiale del tempo, cioè la chiesa di Sant'Angelo, non si trovasse all'interno delle mura di cinta, ma più a valle. Tuttavia, il centro abitato si andava sviluppando oltre le mura stesse, poiché era cambiata la situazione politica e, soprattutto, perché Pesche era un importante possedimento dell'abbazia di Montecassino, tanto da aver ottenuto, nel tempo, anche delle protezioni papali.

### Età moderna
Nel 1456 un violento terremoto distrusse gran parte del paese, spingendo i monaci rimasti a ritornare a Montecassino. La memoria popolare ricorda anche la diffusione di una peste, forse una febbre contagiosa, che rese i tempi della ricostruzione molto lenti. Nel 1593 fu riedificata una chiesa che venne dedicata a San Benedetto e a Santa Scolastica, sulle cui fondamenta sorge l'attuale chiesa parrocchiale, che venne poi gravemente danneggiata da un ulteriore terremoto, avvenuto nel XVIII secolo. Il passaggio tra il Seicento e il Settecento è segnato dalla transazione dalle pertinenze di Montecassino alla diocesi di Isernia, che, sotto il vescovo Biagio Terzi, in cambio dovette cedere il Monastero di San Vincenzo al Volturno e dieci parrocchie. Per questo motivo, già nel 1699 il parroco don Silvestro De Benedictis, con molti testimoni e un notaio, iniziò la compilazione degli inventari di tutti i beni ecclesiastici, materiali, liturgici, terrieri e beneficiari, i quali inventari ancora si conservano negli archivi parrocchiali. Nello stesso anno si registra la nascita di colui che diventerà, circa 30 anni più tardi, arciprete della parrocchia, don Silvestro Biondi, che, a spese dei fedeli e proprie, diede nuovo lustro alla chiesa parrocchiale, costruì la piazza adiacente alla stessa chiesa, una fonte con una vasca, e svariate altre opere pubbliche. Il suo nome è scolpito sugli altari, sui manufatti lignei, sulla scalinata, sull'iscrizione posta sul portale, sul portale stesso. Nel 1770 papa Clemente XIV insigniva l'arciprete Biondi del titolo di protonotario apostolico soprannumerario, titolo che mantenne fino alla morte, avvenuta verso la metà degli anni Ottanta del Settecento. Tra il 1806 e il 1808, sedente sul trono di Napoli Giuseppe Bonaparte, ci fu l'eversione della feudalità. Tuttavia, i signori che avevano la proprietà del castrum mantennero i benefici e le rendite per altri ottant'anni.

### Il Novecento
Durante la prima guerra mondiale anche Pesche diede il proprio contributo di vite umane. Il ricordo dei compaesani caduti è stato eternato da un monumento ancora presente, di bella fattura, costruito nell'aprile del 1920: il primo di tutto il Molise. Negli anni Cinquanta furono piantati molti alberi in montagna, che ora costituiscono la pineta, per ovviare all'instabilità delle rocce, essendo sedimentarie e il terreno argilloso. Dagli anni Ottanta si registra un ampliamento del paese nella parte bassa, in cui molti hanno iniziato ad abitare abbandonando il centro storico.

### Simboli
Lo stemma e il gonfalone del comune di Pesche sono stati concessi con decreto del presidente della Repubblica del 9 ottobre 1973.
Il gonfalone è un drappo partito di bianco e di rosso.

## Monumenti e luoghi d'interesse

### Chiesa parrocchiale della Madonna Del Rosario
Costruita su precedenti edifici religiosi, risalenti a prima del XV secolo, fu eretta a parrocchia nel 1593 e portata alla forma odierna dall'arciprete Silvestro Biondi tra il 1727 e il 1759, con la spesa di 4645 ducati d'oro e di 864 per la fusione delle campane. Dal 1758 al 1761 fu costruita la gradinata esterna, mentre nel 1759 fu sistemato il pregevole armadio ligneo in sagrestia. Nel 1760 fu completata la navata principale, lunga 22 metri, larga 8 e alta 12. La navata laterale, invece, ha una lunghezza di 19 metri per una larghezza di 6 e un'altezza di 8. Nel 1762 venne acquistato l'altare maggiore per 632 ducati, il tutto offerto "piis sumpitbus", cioè con le offerte dei fedeli. Questo altare, nel 1840, fu restaurato, essendo stato danneggiato dal terremoto del 1805, per volere di don Troiano Clemente, a proprie spese.
La navata centrale presenta anche un coro in legno con sette stalli, un pulpito, una balaustra marmorea e un fonte battesimale del 1761. La navata laterale, invece, ha cinque altari laterali, di cui quattro di fattura simile, del 1749, dedicati a San Giuseppe, Sant'Antonio di Padova, San Michele Arcangelo e alla Madonna Addolorata. Un ultimo altare, donato dai pescolani emigrati a Buenos Aires, fu costruito nel 1927 e ospita il simulacro di San Nicola di Bari. A destra del presbiterio è presente una cappella dedicata al Sacro Cuore di Gesù, con un altare costruito nel 1916 e recante l'iscrizione "HOC ALTARE MUNIFICENTIA ARCHIP. ZEPHYRINI PETRECCA IAM DEFUNCTI OEC. CURATUS MANLIUS IESULAURO F. F. ANNO 1916".

### Santuario di Santa Maria del Bagno
Nella parte bassa del paese si trova un piccolo tempio dedicato alla Vergine del Bagno, avente questo titolo poiché in antichità, in quel luogo, sorgevano dei bagni romani, con due vasche per le immersioni, alimentati con una sorgente di acqua sulfurea. Inizialmente la chiesa era una piccola cappella, in cui si celebrava Messa poche volte all'anno. Con la costruzione del cimitero attiguo, nel 1882, divenne cappella cimiteriale. Con un decreto di papa Giovanni XXIII, nel 1963, la chiesa venne elevata al rango di santuario e il pomeriggio del 26 maggio la tavola raffigurante la Vergine col Bambino fu incoronata per mano del vescovo di Isernia e Venafro Achille Palmerini. Negli anni Settanta subì un pesante adeguamento liturgico, che cancellò interamente ogni traccia della chiesa antica, ad eccezione del soffitto a cassettoni. L'altare maggiore fu spostato nella piccola chiesa di San Giovanni Battista.

## Società

### Evoluzione demografica
Abitanti censiti

## Cultura

### Istruzione

#### Università
In località Fonte Lappone è situato il Dipartimento di bioscienze e territorio dell'Università degli Studi del Molise, sede dei corsi di laurea triennale in informatica e scienze biologiche nonché dei corsi di laurea magistrale in sicurezza dei sistemi software e biologia.

## Economia

### Artigianato
Tra le attività più tradizionali vi sono quelle artigianali, che pur non essendo diffuse come nel passato non sono del tutto scomparse, e si distinguono per la lavorazione del legno e del ferro, per la realizzazione di mobili e di altri oggetti. Molto diffuso è il ricamo, come il tombolo o l'uncinetto.

## Amministrazione
| Periodo          | Periodo          | Primo cittadino  | Partito          | Carica      | Note |
| ---------------- | ---------------- | ---------------- | ---------------- | ----------- | ---- |
| 6 giugno 1993    | 13 maggio 2001   | Annibale Pizzi   | lista civica     | sindaco     |      |
| 13 maggio 2001   | 16 maggio 2011   | Domenico Zullo   | lista civica     | sindaco     |      |
| 16 maggio 2011   | 4 settembre 2015 | Ido De Vincenzi  | Vento nuovo      | sindaco     |      |
| 4 settembre 2015 | 5 giugno 2016    | Giuseppina Ferri |                  | Comm. pref. |      |
| 6 giugno 2016    | 4 ottobre 2021   | Ido De Vincenzi  | Futuro in comune | sindaco     |      |
| 5 ottobre 2021   | in carica        | Maria Antenucci  | Viviamo Pesche   | sindaco     |      |

## Sport

### Calcio
La squadra di calcio del paese è l'A.S.D. Pesche calcio a 5 che milita nel campionato di Serie C1 girone A Molise. I suoi colori sociali sono il bianco e il rosso.